# Brama pauciradiata
Brama pauciradiata är en fiskart som beskrevs av Moteki, Fujita och Last, 1995. Brama pauciradiata ingår i släktet Brama och familjen havsbraxenfiskar. Inga underarter finns listade.